# Accumulatore termico

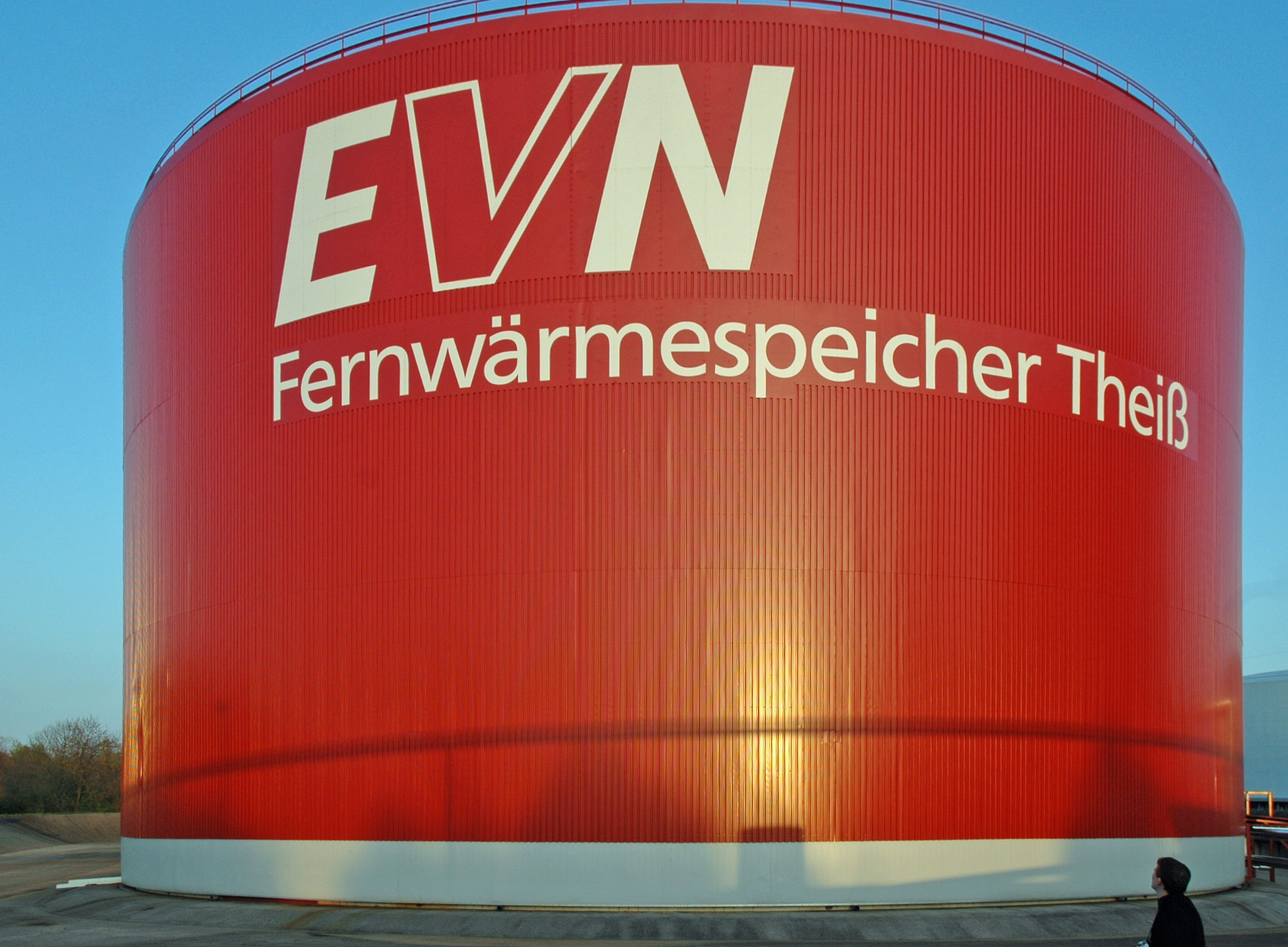
Accumulatore termico presso Krems, in Austria.

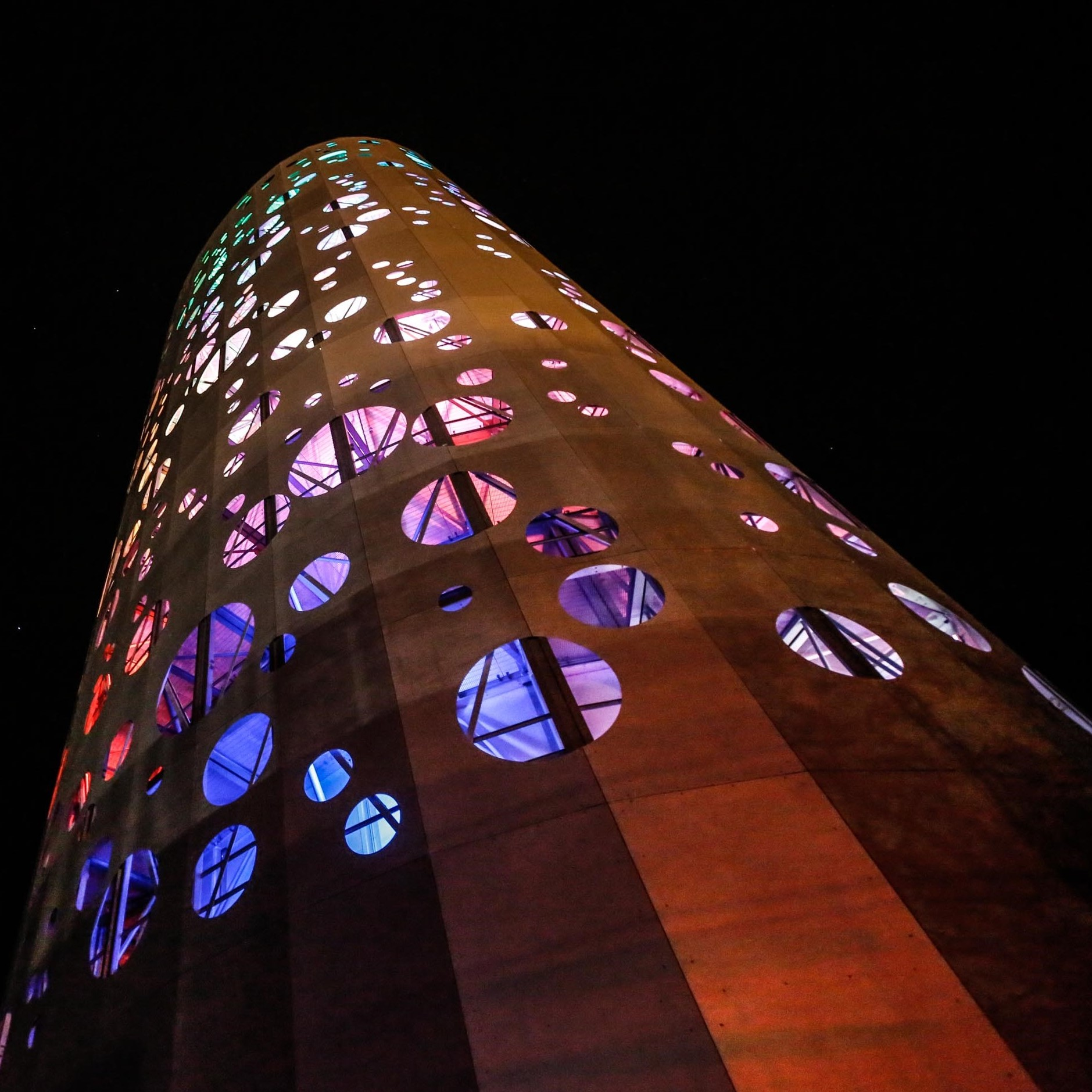
Accumulatore termico presso Bolzano.

L'accumulatore termico è un componente d'impianto che ha il compito di immagazzinare l'energia termica (che può essere anche frigorifera) prodotta in eccesso da un generatore ed è in grado di restituirla all'utenza in qualunque momento venga richiesta.

## Stoccaggio di calore
La modalità più semplice per accumulare energia termica può attuarsi attraverso il riscaldamento (o raffreddamento) di un corpo solido o di un liquido, raramente di un gas.
La capacità di accumulazione dell'energia termica da parte di un materiale o di una sostanza è espresso dal suo calore specifico; nel caso la sostanza impiegata per immagazzinare il calore sia interessata da un passaggio di fase (ad esempio l'acqua che bolle, passando dallo stato liquido a quello gassoso), la capacità di accumulazione aumenta per il contributo dato dal calore latente. La più comune sostanza utilizzata in impiantistica per accumulare energia termica è l'acqua. Tra gli accumulatori di calore latente vi sono quelli a fluoruro di litio, ma per ragioni economiche il loro impiego è piuttosto limitato (navigazione spaziale).

## Tipi di accumulatori termici
Gli accumulatori di calore si suddividono secondo la temperatura in:
Accumulatori di calore a bassa temperatura con temperature fino a 100 °C. Rientrano in questa categoria ad esempio gli accumulatori di acqua calda sanitaria o dell'acqua calda in impianti di riscaldamento di edifici. Sono generalmente contenitori in acciaio isolati in cui l'energia termica può essere accumulata per periodi di tempo dell'ordine delle 24 ore. Sono frequentemente utilizzati nel settore civile per garantire una fornitura di calore continua e costante in presenza di collettori solari termici.
Accumulatori di calore a media temperatura con temperature da circa 100 a 500 °C. Rientrano in questa categoria gli accumulatori di energia termica prodotta da processo industriale o da centrali solari. In questi casi viene garantito il funzionamento continuo sull'arco della giornata; nel caso delle centrali solari, l'energia viene restituita durante la notte.
Accumulatori di calore ad alta temperatura con temperature da circa 500 a 1 300 °C. Rientrano in questa categoria ad esempio gli accumulatori di energia termica di scarico industriale nell'ambito della produzione di acciaio ed eventualmente l'accumulazione di calore di processo di centrali termiche con turbine a gas ad alta temperatura. Utilizzano come mezzo di accumulazione un materiale ceramico. L'energia termica accumulata ad alta temperatura può essere utilizzata ad esempio per il riscaldamento del vento nell'industria siderurgica.

## Gli accumulatori termici nel settore civile
Nel settore dell'impiantistica domestica si utilizzano esclusivamente accumulatori di calore ad acqua, del tipo a bassa temperatura.

### Criteri di scelta e dimensionamento
Ai fini della scelta e dimensionamento dell'accumulatore è necessario definire la sua capacità e l'entità della coibentazione.
La capacità di un accumulatore ad acqua è definita dal volume del serbatoio, che può essere dimensionato in rapporto alla potenza del generatore (approssimativamente 25 litri di acqua per ogni kW di potenza utile della caldaia) oppure proporzionalmente al fabbisogno medio giornaliero di acqua calda sanitaria (circa 50-80 litri a persona).
L'entità della coibentazione è invece determinata dallo spessore di isolamento che riveste completamente il serbatoio, che viene determinato in funzione del tempo minimo richiesto per il decadimento della temperatura dell'acqua stoccata.

### Accorgimenti di progettazione ed utilizzo
Quando si progetta uno di questi apparecchi occorre tenere presente alcuni accorgimenti. L'ingresso di acqua fredda non deve provocare turbolenze nella massa d'acqua presente nel serbatoio, lasciando possibilmente inalterata la stratificazione dell'acqua, più calda in alto e più fredda in basso. Quindi il tubo d'ingresso dell'acqua fredda è bene sia posto verso il fondo dell'accumulatore, mentre il tubo di prelievo dell'acqua calda deve essere posto in alto.
La temperatura all'interno del serbatoio deve essere mantenuta intorno ai 60 °C. Se si scende sotto tale valore si accentua la proliferazione batterica all'interno del serbatoio; intorno ai 40 °C si presenta inoltre il rischio di sviluppo della legionella, batterio che può risultare anche letale per l'uomo. Sopra i 65 °C si presenta il fenomeno della precipitazione del calcare all'interno del serbatoio, responsabile di corrosione, con conseguente riduzione della vita del serbatoio.